# 1374
1374 (MCCCLXXIV) je bilo navadno leto, ki se je po julijanskem koledarju začelo na nedeljo.

## Dogodki
- 1. januar

## Rojstva
- Pir Mohamed Ibn Džahangir, emir Timuridskega cesarstva († 1407)
- Guarino da Verona, italijanski (veronski) humanist († 1460)

## Smrti
- 6. januar - Andrea Corsini, italijanski karmeličan, škof Fiesole, svetnik (* 1301)
- 12. marec - cesar Go-Kogon, japonski proticesar (* 1336)
- 19. julij - Francesco Petrarca, italijanski pesnik (* 1304)
- 7. november - Helena Bolgarska, srbska cesarica (* ni znano)
- 25. november - Filip II. Tarantski, knez Ahaje in Taranta (* 1329)
- 1. december - Magnus IV., švedski kralj (* 1316)

Neznan datum
- Ibn al-Hatib, granadski filozof, pesnik, zgodovinar, državnik (* 1313)
- Ivana Flandrijska, bretonska vojvodinja, regentinja, vojskovodja (* 1295)
- Konrad iz Megenberga,  nemški naravoslovec (* 1309)
- Mari Diata II., vladar Malijskega imperija
- Ni Zan, kitajski slikar (* 1301)
- Raymond Berengar, veliki mojster Rodoških vitezov